# البیک
البیک (عربی: البيك) شرکت رستوران‌های زنجیره‌ای عربستانی است، که در سال ۱۹۷۴ توسط شکور ابوغزاله تأسیس شد و هم‌اکنون مالک شبکه‌ای از ۱۲۰ شعبه رستوران در خاورمیانه می‌باشد.
البیک یک رستوران زنجیره‌ای فست فود سعودی است که دفتر مرکزی آن در جده، عربستان سعودی قرار دارد و عمدتاً مرغ سوخاری و بریان شده با انواع سس‌ها را به فروش می‌رساند. این بزرگ‌ترین رستوران زنجیره‌ای در عربستان سعودی است. البیک در حال حاضر در ۸۰ کشور جهان دارای نام تجاری است.
این رستوران زنجیره‌ای توسط شکور ابوغزاله، یک کارآفرین فلسطینی-عربستانی، که در ابتدا به عنوان پناهنده از نکبت به عربستان سعودی آمد، تأسیس شد و فروش مرغ سوخاری را در سال ۱۹۷۴ آغاز کرد. این رستوران در جاده قدیمی فرودگاه در جده واقع شده بود. البیک در سال ۱۹۸۶ به عنوان یک علامت تجاری در عربستان سعودی ثبت شد. البیک به دلیل فروش غذای حلال، مرغ را در صنعت فست فود، به ویژه در جهان اسلام، محبوب کرد.